# 百人队
百人队（英語：Centuria）在罗马军队一直是一个很重要的编制，其历史可以追溯到前6世纪的罗马王政时代。如同其名称一样，百人队最初大约由100人组成。后来百人队又变为了由60人组成，在马略改革后，标准的百人队编制又变为80人。
在马略改革后，百人队成为了罗马军团战术的核心。标准的80人百人队分为十个8人的小组。8人小组（Contubernium）是罗马军队中最小的组织单位，一个8人小组由8名军团士兵组成，类似于现代军队中的步兵班。它由一名伍长（Decanus）指挥，伍长类似于现代军队中的士官。8人小组是罗马军团最小的单位，他们在战地居住在同一帐篷内，而在营房中则居住在同一房间内。他们可能被一起嘉奖或处罚。此外每个8人小组配有两名辅助的“仆人”。他们负责照料为8人小组驼行李的骡子，保证士兵在长距离行军中的饮水供应。这些“仆人”时常具有铁匠或木匠的技能。由于加上了这些非战斗人员，一个满员的百人队人数依然在一百人左右。
百人队由一名百夫长领导。两个百人队组成一个小队（Manipulus），再由小队组成步兵队（Cohort）。第一大队的组成比较特殊。第一大队由军团中最勇敢的士兵组成，包括5个百人队。但是这些百人队是由160名士兵组成的，也就是普通百人队的两倍，所以第一大队由800名士兵组成。领导这些特殊的百人队的百夫长被称为首列百夫長（Primi ordinis），其中第一个百人队的百夫长被称为首席百夫長（Primus pilus）。